# Karl Ferdinand von Altenbockum
Karl Ferdinand von Altenbockum (* 30. März 1786 in Rinteln; † 12. November 1841 in Kassel) war ein kurfürstlich-hessischer Generalmajor. 

## Herkunft und Familie
Karl Ferdinand stammte aus dem uradeligen Geschlecht Altenbockum, welches von Westfalen in das Herzogtum Kurland und Semgallen auswanderte und von dort aus wurde ein Familienzweig in der Landgrafschaft Hessen-Kassel sesshaft. Sein Vater war Ernst Eberhard von Altenbockum (1737–1795), der mit Charlotta Magdalene, geborene von und zu Gilsa (1747–1815) verheiratet war. Karl Ferdinand heiratete 1830 in Oberschöna Ottilie Jeanette von Carlowitz aus dem Hause Oberschöna (1804–1886). Ihr Sohn war der kurfürstlich-hessische Landrat und Abgeordnete Carl von Altenbockum.

## Werdegang
Als Kapitän im Grenadierbataillon „von Haller“ wurde Altenbockum für sein Wirken in den Befreiungskriegen 1814 gegen Frankreich mit dem Ritterkreuz des Ordens vom Eisernen Helm ausgezeichnet. Später diente er als Oberst und Kommandeur des Leibgarde Regiments mit Garnison in Kassel.